# あきつ丸
あきつ丸（あきつまる）は、大日本帝国陸軍が建造・運用した揚陸艦（上陸用舟艇母船）。帝国陸軍では特殊船 丙型（丙型特殊船）に分類される。
事実上の世界初のドック型揚陸艦として1930年代中期に開発された「神州丸（神洲丸）」の発展型として、上陸用舟艇である大発動艇（大発）を多数搭載し高い上陸戦遂行能力を持つとともに、上陸部隊の支援を目的とする全通飛行甲板を使用した航空機運用能力を有す世界的にも極めて先進的な揚陸艦であり、その運用思想と船型から現在の強襲揚陸艦の先駆的存在であった。しかし、後述するように、その航空機運用能力を生かす機会には恵まれなかった。

## 建造の経緯

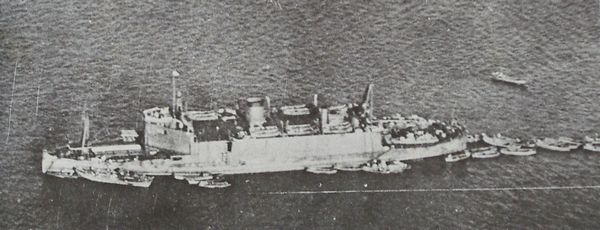
1938年、支那事変（バイアス湾上陸作戦）時の「神州丸」。船尾ハッチ等から大発・小発を発進ないし収容中で、後部甲板には装甲艇(AB艇）ないし高速艇甲(HB-K)を搭載している

島国である日本の地理的条件、第一次世界大戦の戦訓（ガリポリ上陸作戦）、在フィリピンのアメリカ（極東陸軍）を仮想敵国とする大正12年帝国国防方針によって、1920年代の早くから上陸戦に関心のあった帝国陸軍は、同年代中期には上陸用舟艇として小発動艇（小発）・大発を実用化。更に1930年代初期には従来の「宇品丸」以下一般的な軍隊輸送船と異なり、多数の上陸用舟艇をその先進的な舟艇格納庫に搭載し、主に船尾から迅速かつ安全に発進可能な舟艇母船を開発。その「R1」は設計の手直しを経て1933年（昭和8年）4月8日に起工、「神州丸（神洲丸）」と命名され翌1934年（昭和9年）12月15日に竣工した。揚陸艦たる通称特殊船「神州丸」は優秀な舟艇運用能力だけでなく、上陸部隊の支援を目的とする航空機運用能力をも有しており、その発進にはカタパルトを使用していた。
完成した「神州丸」は錬成を重ね、各演習のみならず1937年（昭和12年）に勃発した支那事変の各上陸戦・輸送任務でその能力を遺憾なく発揮し大活躍。この「神州丸」の成功により、陸軍は更なる上陸戦対応能力の強化を図るべく特殊船の増産を計画するに至った。
なお、陸軍がこれら本格的な揚陸艦を開発・保有した背景について、当時の海軍は予算不足から戦闘艦の整備に傾注せざるをえず、揚陸艦といった支援・補助艦艇の開発には極めて消極的で、更に補助艦の計画が支那事変（日中戦争）の勃発によって予算を削られ頓挫してしまった事。近代戦において進化する上陸戦のみならず遠隔地への軍隊輸送・海上護衛（船団護衛）といった統合作戦に対する陸海軍の研究・理解が進んでおらず、揚陸艦のみならず上陸用舟艇・上陸支援艇の開発・保有は必然的に陸軍が行う必要があった事に留意しなければならない。かつ、陸軍が海軍とは別に（揚陸や輸送を目的とする）独自の船舶部隊（陸軍船舶部隊）を保有する事は、日本だけでなく同時期のアメリカ陸軍でも大々的に行われていた行為である。
支那事変の実戦に先駆け1936年（昭和11年）8月には既に特殊船の増産が要望されていたが、1938年（昭和13年）10月に陸軍中央はそれを決定。翌1939年（昭和14年）には海軍と協議を行い具体的な増産計画を定義した。予算の制約により、大量の特殊船を「宇品丸」・「神州丸」のような陸軍省保有船（陸軍船）として維持する事は難しいため、陸軍は戦時の徴用を前提として民間海運会社に補助金を出し、建前上とはいえ特殊船を民間籍の商船として建造する事とし、平行して各海運会社・造船所とも協議を重ね9隻・80,000tの建造を計画。その計画量産特殊船は船型によって大別して以下の通りとなる。
- 甲型 - 10,000t級貨客船型（のちの戦時標準船M型構造はM甲型と称す）
- 甲（小）型 - 5,000t級砕氷貨物船型（乙型とも）
- 丙型 - 10,000t級航空母艦型（甲型・甲（小）型と異なり航空機運用能力を有す、のちの戦時標準船M型構造はM丙型と称す）
  - 丙型は平時は第1形態として一般商船型の構造物を甲板上に有し、戦時にはそれを撤去し飛行甲板を装着し第2形態となる。

前身の「神州丸」はその外観が極めて特異であり、（秘密兵器である特種船の）秘匿・防諜の観点から好ましくないため、これら量産特殊船の船型は一般商船型とされ本来は空母型である丙型も当初は商船型構造物を有す事になっている。

## 建造

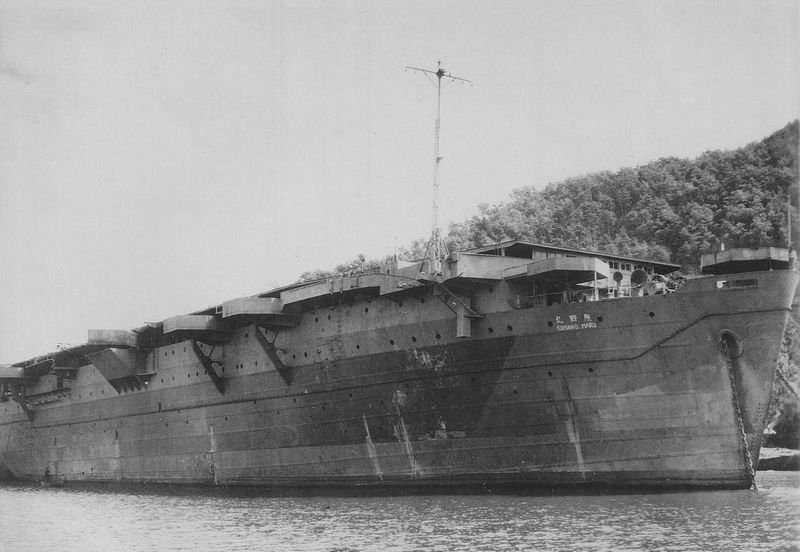
M丙型特殊船「熊野丸」

「神州丸」に次ぐ2隻目の特殊船また新鋭量産特殊船の第1号として選ばれた丙型は、「神州丸」と同じ播磨造船所において1940年（昭和15年）9月17日に起工、「あきつ丸」と命名された。秘匿・偽装のために計画通り商船型第1形態として建造が初められた「あきつ丸」であったが、起工後に国際情勢を鑑みて（商船型第1形態を取りやめ）当初から飛行甲板を装着した空母型第2形態とする事に決定、1941年9月24日に進水し、太平洋戦争突入間もない1942年（昭和17年）1月30日に竣工した。
空母型の特異な船型で就役していたが、名義の上では「あきつ丸」は石原産業傘下の日本海運の所有する貨物船であった。
同じ丙型の姉妹船として当初は「にぎつ丸」があったが、これは航空艤装の無い甲型相当として竣工しているため純粋な丙型は「あきつ丸」のみである。
「あきつ丸」の姉妹船相当であるM丙型「熊野丸」は、海軍の小型航空母艦に倣い船橋を甲板下に、煙突は舷側に設けられる等「あきつ丸」の事実上の改良型として1945年（昭和20年）3月31日に竣工している。

## 実戦1

### 蘭印作戦

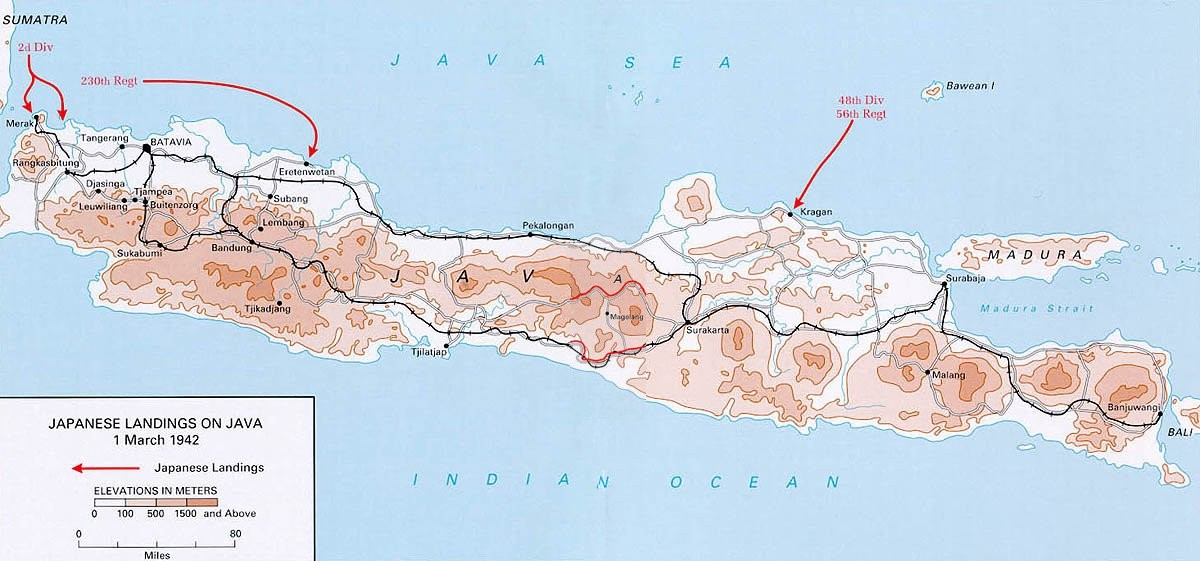
上陸地点4箇所。メラク（地図左端、「あきつ丸」以下船団）とバンタム（メラクの東部、「神州丸」以下船団）に第2師団主力が上陸する

太平洋戦争開戦直後の1942年1月に竣工した「あきつ丸」は、南方作戦に投入するべく2月26日に播磨造船所を出港、帝国陸軍船舶部隊の根拠地であり陸軍運輸部の本部（のちに兼船舶司令部）も置かれている母港たる広島県宇品（宇品港）に移動した。
なお、あくまで徴用商船である「あきつ丸」は竣工以降その最期に至るまで、運行などは軍属扱いの民間乗組員により行われている。
「あきつ丸」および「神州丸」は同年1月11日から行われた蘭印作戦に動員。蘭印作戦では「空の神兵」こと第1挺進団の活躍によって、最重要戦略的攻略目標であるパレンバン大油田を2月14日に制圧していたが（パレンバン空挺作戦）、首都バタビア（ジャカルタ）やバンドン要塞を擁しオランダ軍主力・イギリス軍・オーストラリア軍・アメリカ軍のABDA連合軍将兵約8万強が守備するジャワ島の制圧は最終目標となっていた（当時、東南アジアほぼ全域を掌握していた日本軍にとってこのジャワ島上陸作戦は南方作戦の総決算と言えるものでもあると同時に、100隻弱の船団を使用する南方作戦最大規模の上陸作戦であった）。このジャワ上陸作戦において、第16軍（司令官：今村均陸軍中将）司令部が座乗する「神州丸」（当時は秘匿名「龍城丸」を使用）以下はバンタムへ、「あきつ丸」以下はメラクへの上陸に参加する事となった。

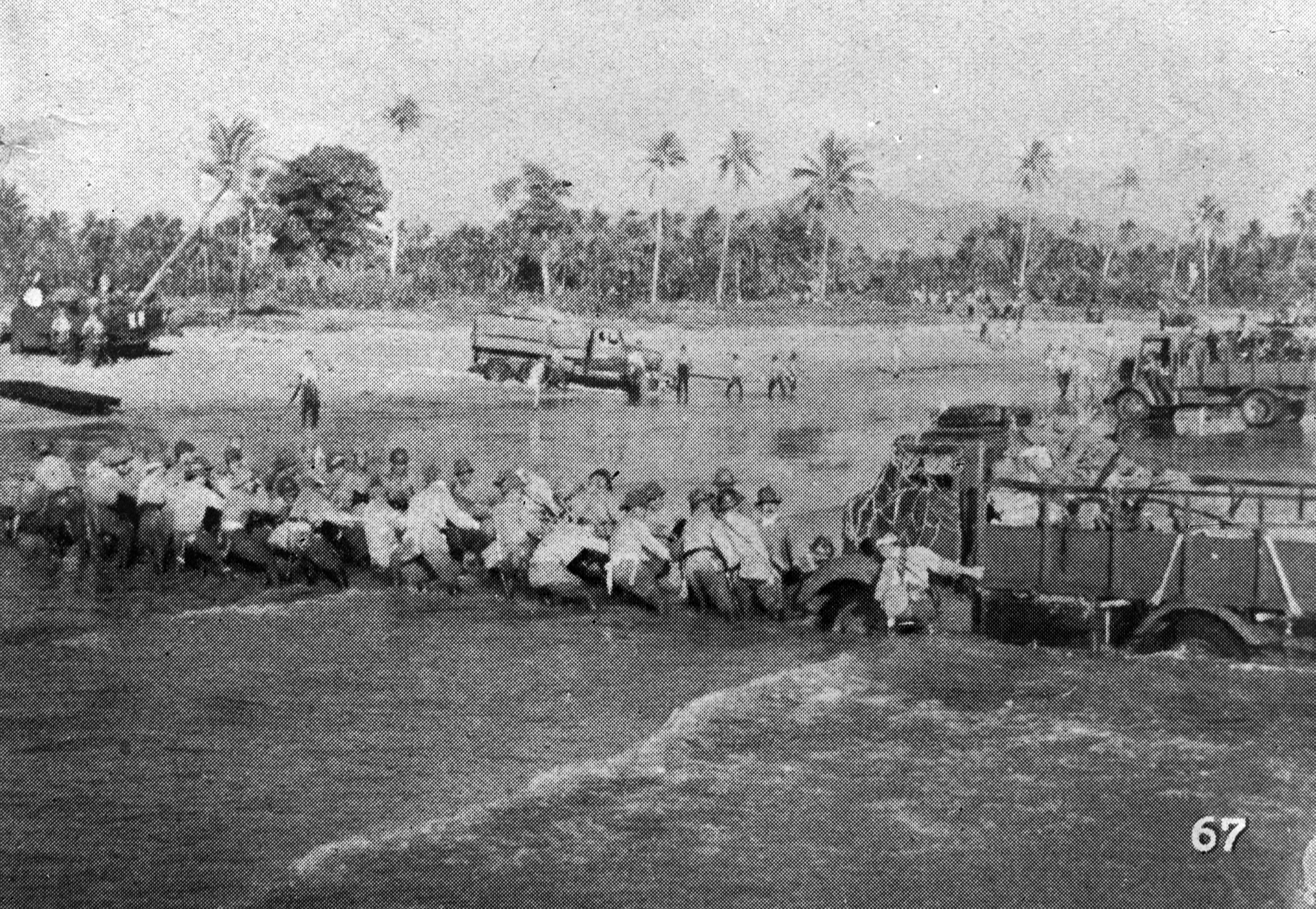
ジャワ島へ上陸する日本軍

2月18日、西部ジャワ島上陸部隊たる「神州丸」は「あきつ丸」等とともに総計56隻の大船団を編成し、仏印のカムラン湾を出港（19日に東部ジャワ島上陸船団38隻はホロ島を出港）。27日、日本軍上陸を阻止すべく出撃したABDA連合軍艦隊と、日本海軍第3艦隊との間で数日に渡りスラバヤ沖海戦が発生。3月1日0時、メラク湾に入った「あきつ丸」以下（およびバンタム湾に入った「神州丸」以下）の船団は投錨し揚陸作業を開始、0時30頃には第1次上陸部隊がジャワ島に無血上陸した（第2師団を筆頭に各上陸部隊は快進撃を続け、5日には首都バタビアを占領し7日には要衝バンドンに進出（これによりバンドン地区防衛兵団は降伏）。8日から蘭印総督との間で降伏交渉が行われ翌9日無条件降伏が確定、今村中将以下第16軍は3月10日の陸軍記念日にバンドンに入城し、蘭印作戦は日本軍の完勝に終わっている）。
バンタムの西部に位置するメラクへの上陸部隊である「あきつ丸」以下は、敵艦隊との遭遇も無く終始無事に揚陸作業を成功させ帰路に就いたが、バンタム湾の「神州丸」以下はスラバヤ沖海戦で取り逃がしたアメリカ海軍の重巡洋艦ヒューストンとオーストラリア海軍の軽巡洋艦パースの砲撃を受けている（遠距離のため命中せず）。これによりABDA連合軍残存艦隊と上陸船団護衛の日本海軍艦隊との間でバタビア沖海戦が発生、砲雷撃戦を経て日本軍は同海戦に勝利したものの、重巡洋艦「最上」の発射した九三式魚雷の流れ弾（誤射）によって、「神州丸」および輸送船2隻・病院船1隻・掃海艇1隻が沈没ないし大破している（「神州丸」はサルベージ・修理され復帰）。

### 輸送・揚陸任務
このジャワ上陸戦をもって一連の南方上陸作戦は終了したため、以降「あきつ丸」はその優秀な積載・揚陸能力を生かし他の特種船と共に兵員等の輸送任務に就いた。主にラバウル・シンガポール・サイゴン・トラック・スラバヤ・マニラ・高雄に対し、兵員・航空機・舟艇・物資の輸送を行っている。一式戦「隼」I型からII型に機種改編する飛行第50戦隊への機体輸送任務も「あきつ丸」の任務であった。
特筆すべき点として、連日空襲を受けるため海軍の空母機動部隊でさえ入港しなかった要衝ラバウルへ3回も入港している事が挙げられる。「あきつ丸」は無傷でこのラバウル輸送任務を成し遂げているが、1942年12月1日の第1回目入港時（航空機と舟艇を輸送）にアメリカ軍の偵察機に写真撮影されている。この際、アメリカ軍は「あきつ丸」を「あるぜんちな丸型護衛空母(EX-ARGENTINA MARU TYPE)」（特設空母「海鷹」）と誤認、「日本艦船識別表 ONI41-42」に特設空母「大鷹」等とともに掲載されている。
1942年9月下旬から10月初めにかけて「あきつ丸」は独立混成第二十一旅団の一部をサイゴンからウェーク島へ輸送した。

## 構造

### 舟艇運用能力

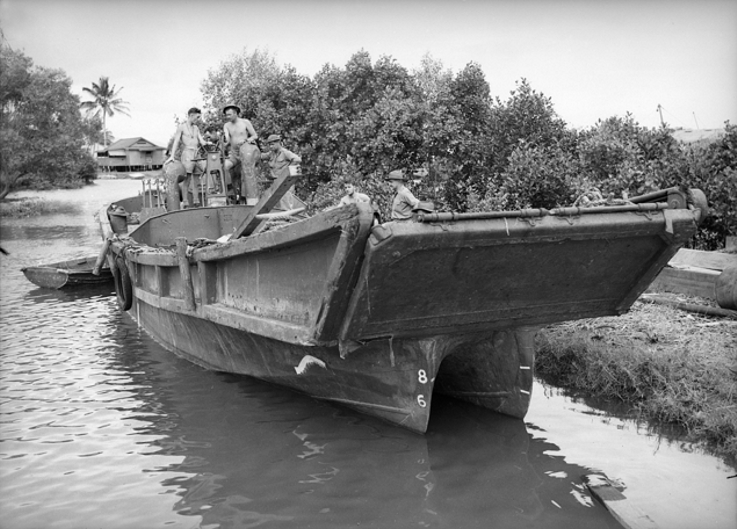
大発（D型）

「あきつ丸」を含む量産特殊船は、大発等の泛水設備として主にドック（舟艇格納庫）を船体内に設けている。この設備は「神州丸」とほぼ同様のものであり、ドック内にはローラーを利用した軌条が敷かれ、天井に設置されたトロリーワイヤーを利用して舟艇を軌道上で移動させる。この軌条は船尾まで伸びており、シーソーを経由してスロープ（滑走台）に、そして大型ハッチ（門扉。船尾泛水扉）を有す並列2箇所の泛水口へ通じている。後世のドック型揚陸艦ではウェルドックとして、ドック内に海水を導き舟艇を泛水させているが、特種船では海水を導入しての泛水ではなく滑走台による泛水方式であった。
「神州丸」はドック内だけでなく前部・中部・後部の全甲板に、さらに多数の小発・大発や装甲艇（AB艇、護衛砲艇）や高速艇甲（HB-K、高速偵察艇）を搭載可能であったが、「あきつ丸」は飛行甲板を有すため搭載舟艇はドック内のみとなる。

### 航空機運用能力

#### 新造時

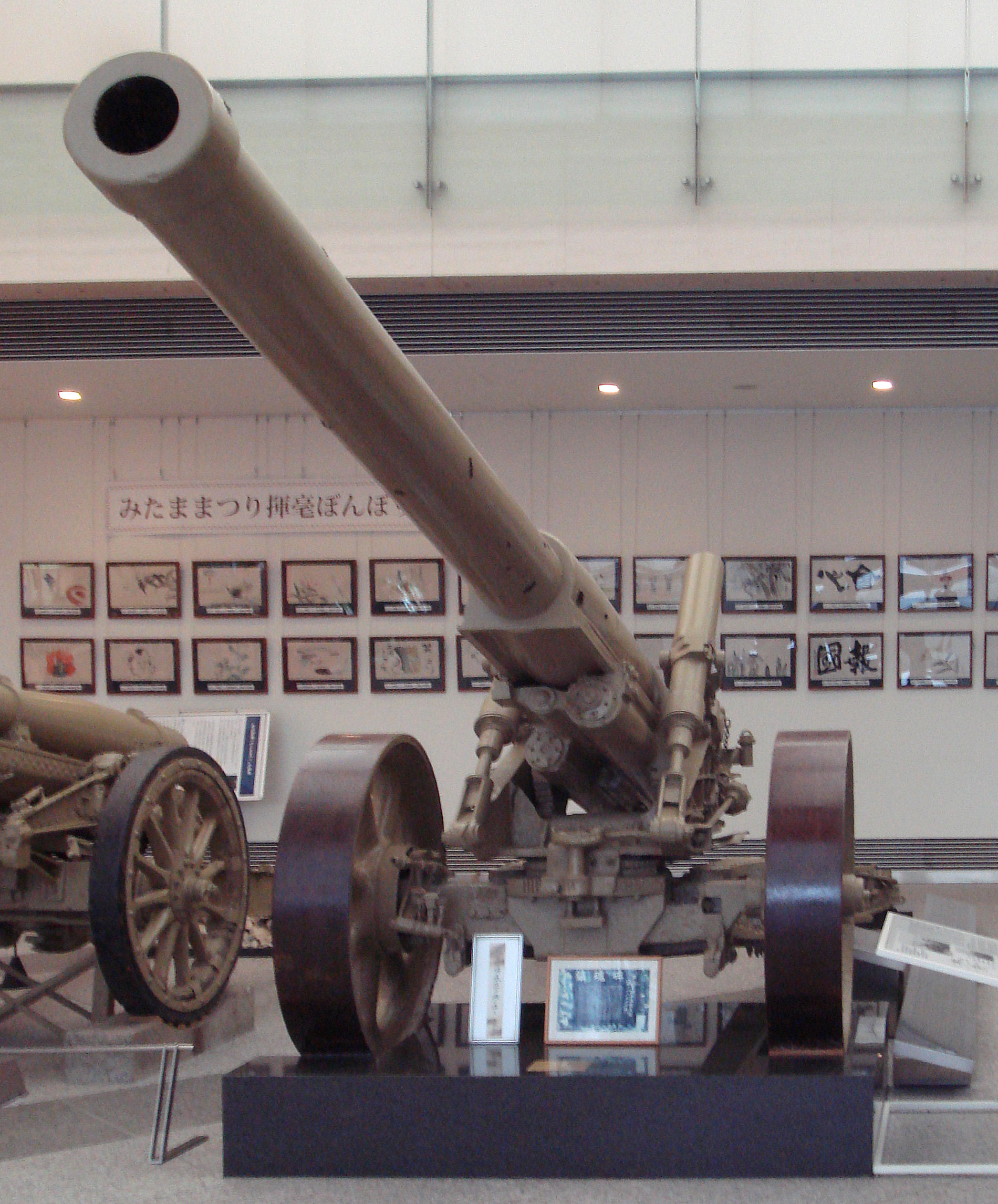
大威力長射程の八九式十五糎加農。弾丸重量40.20kg・威力半径40mの九三式尖鋭弾を最大射程18,100mで撃ち込める

先代の「神州丸」も航空艤装が施されていたが、搭載機の発進にはカタパルトを使用する射出型であり、これは航空機の急速な発達により建造後数年で実質的な意味を失ってしまい、なおかつその運用難度からも使用される事は殆どなかった。その経験から「あきつ丸」は全通飛行甲板を有する空母型となり、島型船橋・マスト・煙突は右舷に寄せられ飛行甲板の下には航空機格納庫を備えている。飛行甲板後端に設置された航空機用エレベーターで、格納庫から飛行甲板へ航空機を移動した。搭載機の目的は「神州丸」同様、上陸戦時に搭載機（戦闘機）を発進させての上陸部隊の支援であった。機体は九七式戦闘機13機の搭載が計画されている。
搭載機の発船（発艦）にこそ飛行甲板を使用するが、「神州丸」同様に着船（着艦）は想定されておらず、機体は占領した敵飛行場・臨時造成飛行場に着陸、陸上・水上に不時着・不時着水するか、操縦者は乗機を捨て落下傘降下によって収容される（なお、これに擬似する運用能力を持つ船舶としては、のちの第二次世界大戦時に輸送船団護衛のためイギリス海軍が実戦投入したCAMシップが該当する）。「神州丸」と同じくカタパルトによって発船した戦闘機は、敵機を迎撃した防空戦闘後には陸上の飛行場に向かうか、船団付近に不時着水ないし落下傘降下し操縦者は収容されていた（このCAMシップおよびMACシップは一般の輸送船（商船）を臨時に改装したものであり、日本の「神州丸」以下特種船と異なり揚陸艦ではない）。そのため、通常の空母なら着船コースとなる船尾中央にはデリックが屹立しており、着船制動装置・着船指揮装置も無く、エレベーターの装備位置も飛行甲板後端のみとなる。
「神州丸」の射出発船が滑走発船になっただけの「あきつ丸」の航空機運用の難しさは特に変わらず、またそれ以上に実戦たる上陸戦で搭載機を使用する機会がなかったため、当初の計画通りに「搭載戦闘機」を「実戦」で「使用」する事は無かった。飛行甲板・格納庫は航空機・車両・舟艇等の海上輸送用の搭載スペースとして使用され、一例として一式戦「隼」機体輸送任務時には分割した「隼」数十機を搭載し従事している。甲板に大型物資の積載が可能な事は全通飛行甲板の利点を大いに生かすものであった。しかし、のちに「あきつ丸」はその航空機運用能力を見込まれ、上陸戦ではなく対潜戦用の護衛空母と変貌を遂げる事となる。
航空機を運用しない場合、飛行甲板には「臨時設備」と称し対空用に20mm高射機関砲7基（九八式高射機関砲）、対水上用に15cm重加農4基（八九式十五糎加農）を増設可能である。後部スポンソン（右舷4基・左舷1基分）に4基が配備される大口径大威力重砲たる八九式十五糎加農を初め、多数の20mm高射機関砲や75mm高射砲、さらに基筒式75mm三八式野砲10基の装備はこの種の艦船としてはかなりの重武装である（野戦砲であるため野戦運用の制約が無い艦砲と違い速射性能・方向射界で大きく劣るが、15cm加農4門の砲火力と最大射程は単純比較で五十口径三年式十四糎砲を主砲とする海軍の旧式軽巡洋艦天龍型相当）。
飛行甲板には黒・明灰・灰の三色迷彩が施され、船体は軍艦色と呼称される灰色一色であった。

#### 改装

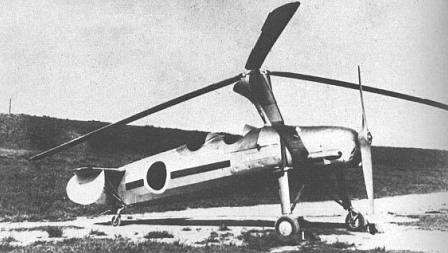
カ号観測機（オ号観測機）

太平洋戦争中期、アメリカ海軍潜水艦の通商破壊作戦によって日本の輸送船被害が激増すると、海軍よりこれを重大事項として受け止めていた陸軍は船団護衛を目的とする独自の海上航空戦力の構築を検討。まず1943年（昭和18年）6月4日、船舶司令部はオートジャイロであるカ号観測機（オ号観測機）を、対潜哨戒機として使用するための船上発着船試験を「あきつ丸」を用い広島湾にて行った。上述の通り船尾にはデリックが屹立しているため、着船には左舷後方から斜めに進入し甲板上で左に急旋回する方法を取り成功。午後には「あきつ丸」航行中の、さらには対魚雷回避運動中の状態で発着船試験を行い、結果は1分とはかからない好成績であった。なお、写真とともにこの「あきつ丸」船上発着船実験を撮影した記録映像が残っている。

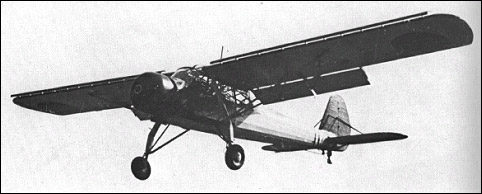
三式連絡機（三連）

同年8月、陸軍は海軍との協議の中で改造護衛空母の建造を提出。この計画案は戦時標準船D型に航空艤装を施し、先の運用試験で使用されたカ号観測機4機を搭載し運用させるものであったが、「D型戦標船は小さすぎ運用困難」という海軍の反対により頓挫。9月、陸軍は海軍に対し「昭和19年度甲造船計画」に新鋭丙型特種船を入れる事を要望（カ号観測機20機搭載）、造船計画の余裕の無さからこの新鋭特種船建造自体は実現に至らなかったが、この代わりとして「あきつ丸」を改造し三式指揮連絡機（三式連絡機）の運用を可能とする事が決定した。
1944年（昭和19年）4月13日、当時はマニラへの輸送任務中を繰り返していた「あきつ丸」は日本に帰還し播磨造船所へ入渠、同年7月30日にかけ本格的な護衛空母への改装が行われた。主な改造は飛行甲板の拡幅（船橋や煙突の右舷方への移設）、甲板後部デリックの撤去（煙突後部へ移設）、格納庫の拡張、船橋部へのピスト（操縦者等空中勤務者の控所を意味するフランス語由来の陸軍用語）新設、着船制動装置「KX」・着船指揮灯・着船標識の設置、防火設備の強化、高射機関砲の増設、対潜用迫撃砲の設置等。なお、「あきつ丸」が着船制動装置として採用した「KX」は、もとは陸軍と（カ号観測機の開発元でもある）萱場製作所が協同開発した「移動式野戦隠密飛行場装置」のひとつである。
改装にあたって飛行甲板の三色迷彩は無くなり白線の標識が描かれ、また従来は灰色であった船体は当時の海軍空母と同様に「外舷21号色（濃緑）」および「外舷22号色（薄緑）」を用いた緑色系の迷彩塗装に変更されている（迷彩は船体のみ）。
一方、片倉恕陸軍少佐以下水戸陸軍飛行場を根拠として三式連絡機2機を用いた審査も始まり、爆雷投下試験を経たのち、陸軍航空審査部飛行実験部のある多摩陸軍飛行場にて模擬発着船試験が行われた。これは海軍の母艦飛行機隊搭乗員の模擬着艦訓練とほぼ同様の、飛行場に石灰にて飛行甲板を描いたものであった。7月、播磨造船所に近い加古川陸軍飛行場に移動した三式連絡機2機は、播磨灘にて改装工事も終盤になった「あきつ丸」を使用した着船試験を開始。同月、赤色と青色の着船指揮灯を目印にタッチ・アンド・ゴーを実施し、翌8月、まず会田智陸軍中尉機が、続いて畠山基陸軍曹長機がフックを用い着船を行い成功した。
対潜哨戒機となった三式連絡機の捜索可能幅は高度300mで左右各600mであり、目視により哨戒を行う操縦者・偵察者（同乗者）は双眼鏡のほかに航法目標弾または特設浮標発煙弾を携帯。警戒海域においては3機の三式連絡機が発船し1番機は船団の前方5kmないし6km、2番・3番機は左右2.5kmを円弧状に飛行し対潜哨戒を行い、敵潜発見時には無線等を使用し護衛艦艇以下船団と僚機に報告する。

## 独立飛行第1中隊

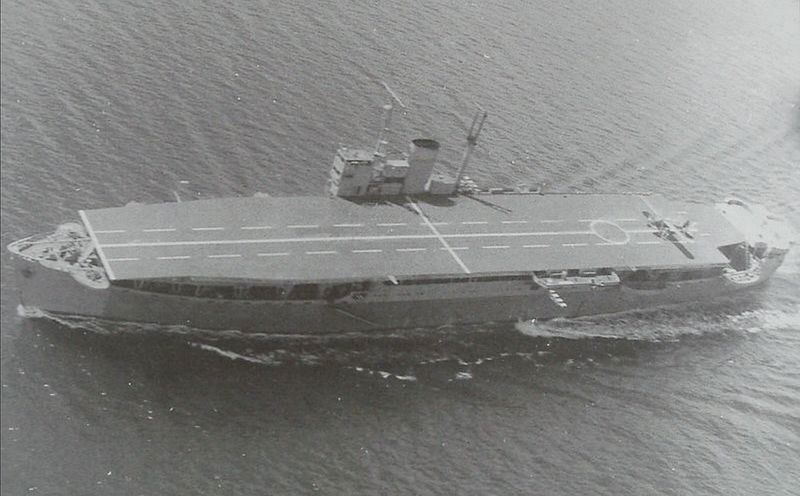
改装後の「あきつ丸」。飛行甲板後部上が三式連絡機

上述の通り、対潜戦を重大事項として受け止めていた帝国陸軍（陸軍航空部隊・陸軍船舶部隊）では、1943年中後半の護衛空母搭載対潜哨戒機構想と時を同じくして同対潜要員の拡充が行われていた。その操縦者としては、既に学生航空連盟や民間飛行学校にて操縦士免状を取得した操縦経験者たる大学出身者が選ばれ、計20名は特別操縦見習士官（1期）の対潜要員学生として同年末頃に下志津陸軍飛行学校へ入校した。教育は操縦では基本練習機による初等練習から始まり三式連絡機の慣熟飛行を、また対潜哨戒の教練等を受け、下志津陸軍飛行学校銚子分教所では「KX」を用いた模擬発着船訓練を十分に実施している。なお、この模擬訓練時に銚子特有の強風に煽られ着陸に失敗、三式連絡機と「KX」を破壊した操縦者1名が（技量不足として転出したのちに）特攻隊要員となっている。この銚子分教所で教程を終えた対潜要員20名の内9名が「あきつ丸」乗組の操縦者となった。
1944年6月、「あきつ丸」船上において三式連絡機を運用する飛行部隊として、中隊長（隊長）以下10名からなる独立飛行第1中隊（軍隊符号:1Fcs）が新たに編成された。1Fcs長は、下志津陸軍飛行学校にて対潜要員学生の教官であった寺尾靖陸軍大尉（陸士55期）、部下の隊員9名は全てが特操1期の陸軍少尉である、操縦者全員が将校の飛行部隊であった。

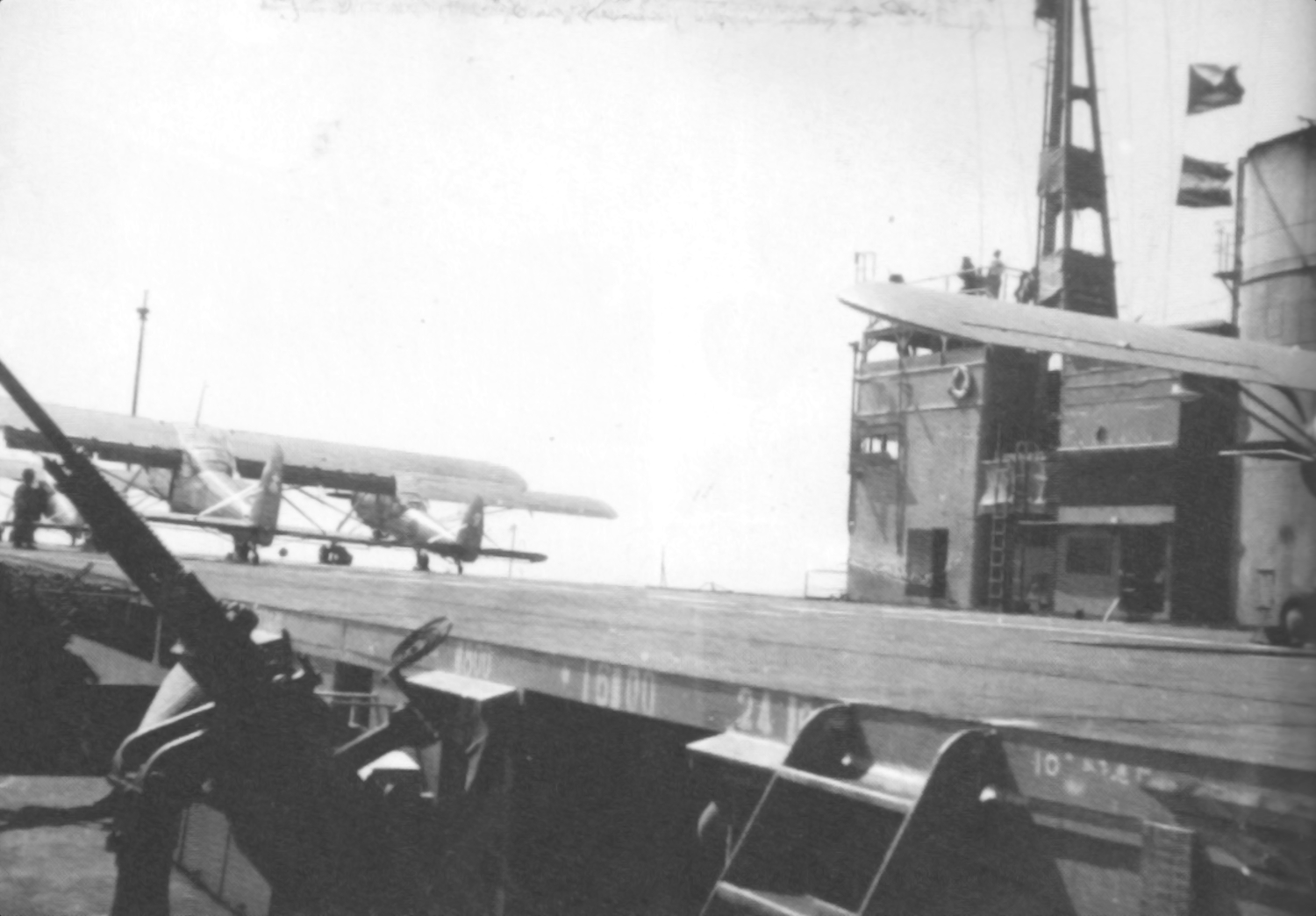
三式連絡機を運用中の「あきつ丸」。左手前は単装基筒式の九六式二十五粍機銃

加古川陸軍飛行場に移動した1Fcsは改装中の「あきつ丸」にて模擬発着船訓練を実施、こののち岩国海軍航空隊へ出向き、柱島泊地にて大竹の海軍潜水学校の協力を受け同年春頃から夏頃にかけて実際の潜水艦を用いた本格的な対潜哨戒訓練を行っている。この広島湾上の訓練中、1Fcsの碓氷少尉操縦機にエンジン故障が発生、同泊地に停泊中の空母「隼鷹」を発見した少尉は無線で「隼鷹」に対し緊急着艦要請を行ったが断られ、仕方なく「隼鷹」左舷部へ不時着水する事故が起きている。この事故機は「隼鷹」のクレーンによって引揚られたが、ワイヤー固定位置が悪いために主翼が折れ廃棄扱いとなった。また、3日ほど機体は飛行甲板上に置かれていたが、「隼鷹」の呉入港時に一緒に持って行かれてしまったため行方不明となっている
7月30日、改装が終了した「あきつ丸」は宇品へ帰還し1Fcsと三式連絡機8機は乗船、輸送任務も兼ねていたために小豆島と天保山を経て小樽へ向けて出港、この道中1Fcsは太平洋上にて爆雷投下試験を実施している。小樽で昆布を積載し宇品へ帰還したが8月6日には門司へ移動、翌7日から主に門司-釜山航路にて「あきつ丸」は輸送任務、1Fcsは対潜哨戒任務に就く事になった。
当時の「あきつ丸」船上・1Fcsの隊員はかなり自由であり、ある少尉操縦者はよく船内で行方不明となり、船長室で船長と飲酒していた・無線室で寝ていた・医務室で軍医からぶどう糖アンプルを貰い甘味料としていた。また、航行中にベッドで休憩していた週番勤務の古参の曹長を、週番士官であった少尉操縦者が飛行甲板に呼び出し1発張り倒した際には、これが上官による「私的制裁」とされ中隊長寺尾大尉は少尉の行動を咎めている。咎められた少尉は逆に中隊長に反論したが結局この少尉に処分が下される事はなく、この様に中隊長も部下を束縛していなかった。船上・機上にて隊員らによる記念写真撮影も盛んに行われている。
なお、1944年中頃当時の帝国陸軍は「航空胸章（航空に関係する将兵用）」と「航空用特別胸章（航空機に搭乗する将兵用、俗称は空中勤務者胸章）」、船舶部隊に「船舶胸章（船舶に関係する将兵用）」を制定し、佩用資格のある航空部隊ないし船舶部隊の陸軍軍人は軍服の右胸にこれら胸章を佩用していたが、「あきつ丸」の1Fcs操縦者は航空・船舶の両部隊に属する関係から、唯一これら3種類の胸章を佩用する特別な存在であった。

## 実戦2

### 対潜哨戒・輸送任務
1944年8月7日から、主に門司-釜山航路の対馬海峡・朝鮮海峡において「あきつ丸」と1Fcsは輸送任務・対潜哨戒任務を開始した。
「あきつ丸」と1Fcsの輸送・哨戒任務は何度も行われ、8月6日（宇品発）-8日（釜山着）、9日（釜山発）-11日（門司着）、12日（門司発）-14日（小樽着）、19日（小樽発）-21日（門司着）、9月30日（門司発）-11月6日（釜山着）、9日（釜山発）-同日（門司着）の航海記録があるが、当時の日本海にはアメリカ海軍の潜水艦は侵入していなかったため、対潜戦は起こらなかった（「ワフー」を喪失した1943年10月から、バーニー作戦の1945年6月まで日本海に潜水艦を派遣していない）。

### 輸送任務

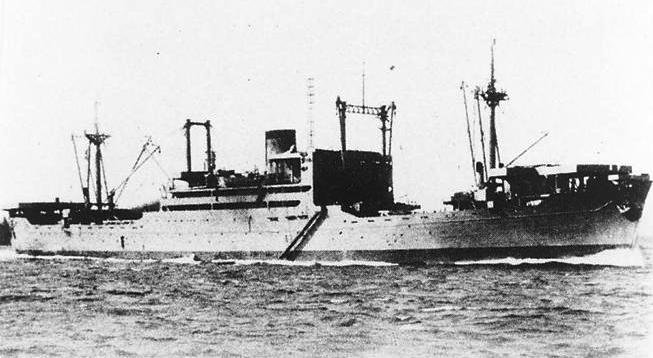
甲型特殊船「吉備津丸」。重武装の特殊船でありレーダーも装備していた

11月、昨月に勃発したフィリピン防衛戦のため、精鋭第23師団を緊急輸送する任務が門司-釜山間で輸送・哨戒任務を行っていた「あきつ丸」に与えられた（任を解かれ急遽9日に日本へ帰還）。この軍隊輸送任務は「あきつ丸」のほか「神州丸」・「摩耶山丸」（甲型）・「吉備津丸」（甲型）の各特種船が受け持ち、これらルソン島行き特殊船団は本来のシンガポール行きタンカー船団とともにヒ81船団を編成している。ヒ81船団は優秀な特殊船と高速タンカーが主体となり、護衛には海軍の大鷹型航空母艦「神鷹」・松型駆逐艦「樫」および海防艦7隻（択捉、対馬、大東、昭南、久米、第9号、第61号）が就く日本軍としては極めて豪華な編制だった。輸送部隊指揮官は第八護衛船団司令官佐藤勉少将で、「聖川丸」に座乗する。空母「神鷹」には対潜飛行部隊として第九三一海軍航空隊の九七式艦上攻撃機14機が搭載されていた。

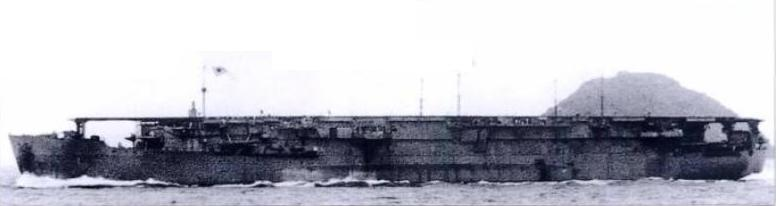
大鷹型航空母艦「神鷹」

護衛にはその「神鷹」と九三一空がある事と大規模な軍隊輸送に専念するため、「あきつ丸」は宇品にて1Fcsと三式連絡機を吉島陸軍飛行場に陸揚げ、そののち歩兵第62連隊・海上挺進第20戦隊・海上挺進基地大隊の将兵・軍馬・物資と、四式肉薄攻撃艇（マルレ）104隻・三式連絡機およびカ号観測機数機（この三連とカ号は在フィリピン部隊用であり「あきつ丸」固有装備の対潜哨戒機ではない）を航空機格納庫や飛行甲板等に満載している。対潜哨戒機を運用しないため輸送物件である肉薄攻撃艇は飛行甲板に積載しているほか、火力強化のためさらに高射砲4基・高射機関砲4基が増設されている。乗員数2576名。
積載作業を完了した「あきつ丸」は11月13日に伊万里へ移動し合流、翌14日6時、ヒ81船団は伊万里湾を出港した。目視が可能な昼間には「神鷹」九三一空の九七艦攻2機が常時飛行し哨戒、また護衛各艦と「あきつ丸」・「神州丸」は水中聴音機を使用し敵潜の接近を警戒していた。だが「あきつ丸」の水中聴音器は故障しがちで、被雷当時は目視監視だったという。

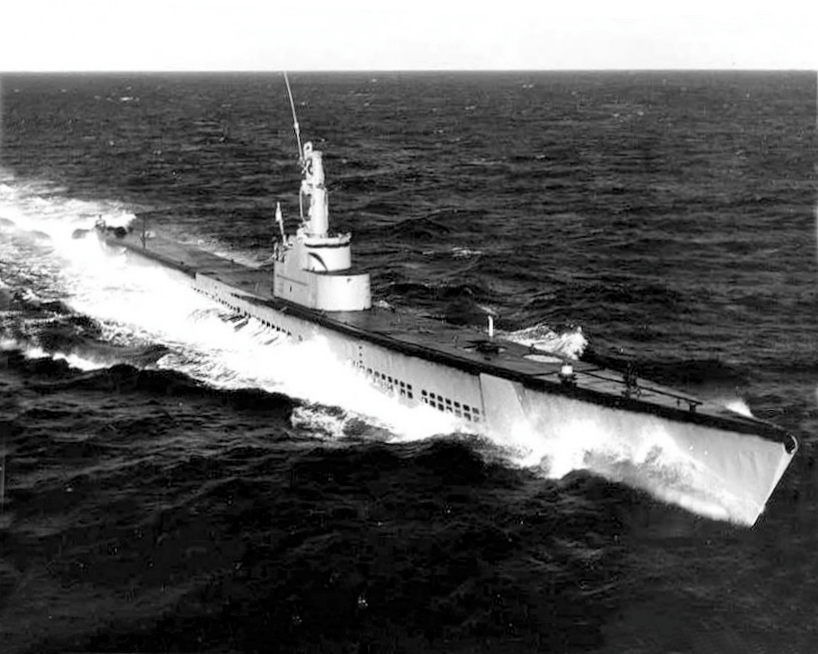
「あきつ丸」を撃沈したクイーンフィッシュ

しかし15日正午頃、五島列島沖において護衛艦艇および「神鷹」九三一空機の哨戒の隙を突き、アメリカ海軍の潜水艦クイーンフィッシュ(USS Queenfish, SS/AGSS-393)の発射した2本の魚雷が11時53分、「あきつ丸」の左舷船尾に命中。後部弾薬庫に誘爆、船尾楼部分が吹き飛び、船体の後部1/3は沈下した。飛行甲板に繋留されていた攻撃艇の一部は海に滑り落ち、救助活動に役立ったという。急速に左に傾斜し始めた「あきつ丸」はボイラーが爆発し船橋付近では火災も発生、舟艇ドックにも浸水して転覆、沈没した。ほぼ轟沈だった。沈没地点は五島列島の福江島北西約40km北緯33度17分 東経128度11分 / 北緯33.283度 東経128.183度。または北緯33度05分 東経128度38分 / 北緯33.083度 東経128.633度。戦死者は船員93名・船砲隊140名・乗船部隊2,093名に上る。
一部の漂流者は駆逐艦「樫」に救助されたのち、避難先の木浦にて「神州丸」に移乗した。なお、「神州丸」は「吉備津丸」とともに高雄を経て北サンフェルナンド（当初のマニラから変更）へ到着している。

## 船歴
- 1939年11月 - 播磨造船所にて起工。
- 1941年9月 - 進水。
- 1942年1月 - 竣工。同時に陸軍に徴用。
  - 2月 - 蘭印作戦動員。
  - 3月 - 蘭印作戦ジャワ上陸戦参加。
- 1942年3月-1944年4月 - 南方各地に対し数々の輸送任務を行う。
- 1944年4月-7月 - 播磨造船所にて改装、航空機運用能力を強化。
  - 8月6日-11月6日 - 主に日朝間にて洋上対潜哨戒任務を行う。
  - 11月9日 - 日本帰還。
  - 11月14日 - フィリピンへの軍隊輸送のため、ヒ81船団に加入し日本出港。
  - 11月15日正午頃 - 五島列島沖においてクイーンフィッシュの雷撃で沈没。